# Colona (Illinois)
Colona é uma cidade localizada no estado americano de Illinois, no Condado de Henry.

## Demografia
Segundo o censo americano de 2000, a sua população era de 5173 habitantes.
Em 2006, foi estimada uma população de 5276, um aumento de 103 (2.0%).

## Geografia
De acordo com o United States Census Bureau tem uma área de
9,3 km², dos quais 9,1 km² cobertos por terra e 0,2 km² cobertos por água.

## Localidades na vizinhança
O diagrama seguinte representa as localidades num raio de 12 km ao redor de Colona.